# MID Airways
MID Airways était une ancienne compagnie aérienne régionale française basée sur l'Aéroport de Castres-Mazamet effectuant des liaisons aériennes régulières puis de l'activité dite "charter".

## Histoire

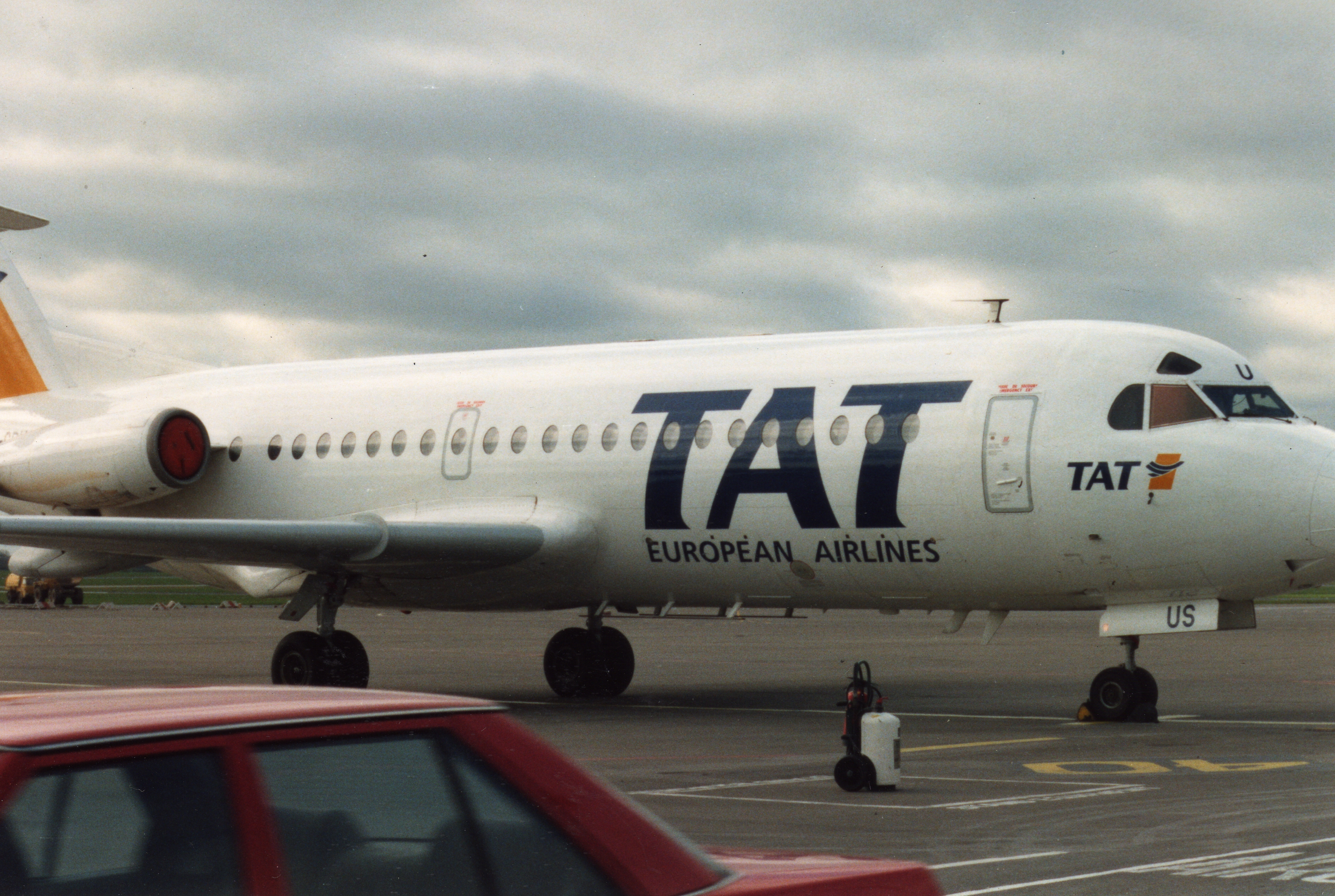
Fokker F-28 F-GDUS de TAT European Airlines loué par MID-Airways

La compagnie aérienne MID Airways (Code OACI : MIS) était créée le 31 Août 1994 par 9 associés (Jean-Pierre Moello, Marguerite-Marie Lecocq, Jean-Claude Nicolles, Louis-Jean De Bourmont, Jean-Pierre Mouchonet, Fredy Ficara, Pierre-Alex Brouard, Roland Sabadel et Jean-Pierre Houdin) dont certains étaient instructeurs pilotes de ligne.
Mr Houdin et Mr Moello étaient plus gros investisseurs,. Mr Houdin possédait déjà une compagnie de transport aérien non régulière du nom de MIDAIR.
MID Airways était créée pour exploiter pour le compte de la compagnie TAT Europe Airlines, la ligne régulière Albi-Castres-Paris (Orly Ouest) que la TAT exploitait depuis plusieurs années.
Le contrat d'exploitation était signé le 27 septembre 1994 pour une durée de 1 an renouvelable.
Pour cela, la compagnie louait un biréacteur Fokker 28 immatriculé F-GDUS à la compagnie TAT EA pour 330 000 francs par mois pour les 8 premiers mois puis 415 000 francs par mois ensuite jusqu'au 26 septembre 1995.
A la création, Jean-Pierre Houdin était nommé Président du Conseil d'Administration. Il était également Officier Pilote de ligne qualifié sur le Fokker 28 tout comme Jean-Claude Nicolle qui était également Commandant de Bord qualifié pour le Fokker 28.
Le premier siège de la compagnie MID Airways, sous l'acronyme MAW, lors de sa formation était le domicile de Mr Houdin à Castelnau-le-Lez puis il s'établissait sur l'aéroport de Castres Mazamet à Labruguière.
En 1995, Mr Moello devenait le Président de la compagnie.
En septembre 1995 et en raison de la nouvelle orientation commerciale de TAT France Région, celle-ci ne renouvelait pas la convention entre la TAT et MID Airways. L'indemnité perçue pour dommage par MID Airways par TAT était de 1 350 000 francs.
Pour faire face à cette situation, MAW avait anticipé en proposant des vols charters depuis juillet 1995. Cette activité devenait donc la principale activité de la compagnie en attendant de se positionner sur les appels d'offres des régions en matière de ligne régulières régionales Européennes.
Michel Steinmetz entrait au capital de la compagnie.
Celle-ci transférait son siège social sur l'aéroport de Poitiers-Biard à compter du 01 octobre 1995 à la suite de la fin de son activité sur Castres et changeait de nom en Air Poitou-Charentes à compter du 1er juin 1996.
Mr Moello restait le Président de la compagnie et deux nouveaux actionnaires rentraient au capital (Messieurs Xavier Flahault et Michel Sajous).
La compagnie était bénéficiaire à plus de 350 000 francs.
Elle louait alors des ART-42-300 pour exercer son activité "charter".
Le 18 décembre 1996, les actionnaires décidaient d'une liquidation à l'amiable d'Air Poitou-Charentes (ex-MID Airways).

## Les autres compagnies Air Poitou-Charentes
Entre 1969 et 1974, une autre compagnie du même nom Air Poitou-Charentes avait été créée et exploitait des lignes régulières au départ de Poitiers.
Ensuite dans les années 1980-1990, une seconde avait été créée avec le même nom. Elle était basée près de Rochefort.
Enfin, c'est la compagnie Air Poitiers (code OACI : FUR, indicatif radio : FUTUROSCOPE) qui reprenait ce nom d'Air Poitou-Charentes.

## Le réseau
- Albi - Castres - Paris

## Flotte
- Fokker F-28 immatriculé F-GDUS (loué à TAT EA)[2]
- ATR 42-300 immatriculés F-GREG[10] et F-GMGI[11]